# Alfred Pennyworth
Alfred Thaddeus Crane Pennyworth é um personagem fictício da DC Comics. Ele é mordomo e pai adotivo do bilionário Bruce Wayne.
Alfred tem sua origem muitas vezes envolta em mistério e pouco se fala de suas atividades antes de ele se tornar mordomo da rica e tradicional família Wayne. Em algumas mini-series e edições avulsas das HQs fala-se de sua distante ligação com a Scotland Yard onde ele teria trabalhado como um de seus agentes mais discretos.
Sabe-se ainda de um passado como ator competente, tendo essa experiência na dramaturgia se provado útil em diversas ocasiões. Como, por exemplo, tendo ensinado ao Bruce, ainda jovem, como modificar sua voz para imitar as vozes de outras pessoas. Algo que se provou muito útil na criação da persona do Homem-Morcego.
Demonstra também muitas outras habilidades úteis, como conhecimentos médicos básicos, por exemplo. Contudo, fica-se com a impressão que nem Bruce Wayne conhece totalmente esse passado de seu mordomo. Muitas vezes, as palavras de Alfred são sugestões quase que subliminares que ajudam o "cruzado mascarado" na solução de enigmas complexos de crimes. Mesmo assim, Alfred, várias vezes, faz o papel de ingênuo.
Ocasionalmente seu romance com Leslie Thompkins vem à tona dando-nos um breve relance sobre sua vida pessoal, que fica, na maior parte do tempo, às sombras do morcego.
Alfred é também citado como ex-médico da marinha britânica, daí devendo-se sua capacidade em ajudar o "Cavaleiro das Trevas" com os piores machucados (principalmente porque o Morcego não pode ir à hospitais para não levantar suspeitas). A sua passagem como médico das forças armadas britânicas também reforçaria a sua ligação com Dr. John Hamish Watson, parceiro de aventuras de Sherlock Holmes, que, assim como Alfred, foi médico e ajuda um detetive. Em Batman "descanse em paz", é descoberto que Alfred, na verdade, poderia ser pai de Bruce Wayne. (A controvérsia foi gerada propositalmente devido aos fortes laços gerados pela fidelidade do mordomo ao "Patrão Bruce", laços esses tão fortes que o herói citou várias vezes o considerar um pai!).
Alfred é intepretado em Batman, Batman Returns, Batman Forever e Batman & Robin por Michael Gough, em Batman Begins, The Dark Knight e The Dark Knight Rises por Michael Caine, Jeremy Irons em Batman v Superman: Dawn of Justice e será interpretado por Andy Serkis em The batman. Alfred também é um personagem regular na série de televisão Gotham, onde é interpretado por Sean Pertwee.